# Жіноча збірна Канади з футболу
Жіноча збірна Канади з футболу (англ. Canada women's national soccer team, фр. Équipe du Canada féminine de soccer) — представляє Канаду в міжнародних змаганнях з футболу. Дворазові володарки Золотого кубку КОНКАКАФ, а також двічі бронзові призерки Олімпійських ігор.

## Історія
Свій перший матч збірна Канади провела 7 липня 1986 проти збірної США та поступилась 0:2. На першому чемпіонаті світу в 1995, що пройшов у Швеції, канадки обмежились груповим етапом вигравши в одному матчі та поступившись в двох інших. Найвище досягнення на чемпіонатах світу четверте місце в 2003.
Найбільше досягнення на міжнародній арені це бронзові нагороди на Олімпійських іграх 2012 і 2016 року.
Найбільшу кількість матчів у збірній провела Крістін Сінклер, вона ж забила і найбільшу кількість голів у формі національної збірної..

## Статистика виступів

### Чемпіонат світу
| Рік   | Результат          | Місце              | Матчі              | В                  | Н                  | П                  | МЗ                 | МП                 |
| ----- | ------------------ | ------------------ | ------------------ | ------------------ | ------------------ | ------------------ | ------------------ | ------------------ |
| 1991  | Не кваліфікувались | Не кваліфікувались | Не кваліфікувались | Не кваліфікувались | Не кваліфікувались | Не кваліфікувались | Не кваліфікувались | Не кваліфікувались |
| 1995  | Груповий етап      | 10/12              | 3                  | 0                  | 1                  | 2                  | 5                  | 13                 |
| 1999  | Груповий етап      | 12/16              | 3                  | 0                  | 1                  | 2                  | 3                  | 12                 |
| 2003  | Четверте місце     | 4/16               | 6                  | 3                  | 0                  | 3                  | 10                 | 10                 |
| 2007  | Груповий етап      | 9/16               | 3                  | 1                  | 1                  | 1                  | 7                  | 4                  |
| 2011  | Груповий етап      | 16/16              | 3                  | 0                  | 0                  | 3                  | 1                  | 7                  |
| 2015  | Чвертьфінал        | 6/24               | 5                  | 2                  | 2                  | 1                  | 4                  | 3                  |
| 2019  | 1/8 фіналу         | 11/24              | 4                  | 2                  | 0                  | 2                  | 4                  | 3                  |
| 2023  | Груповий етап      | 20/32              | 3                  | 1                  | 1                  | 1                  | 2                  | 5                  |
| Разом | 8/9                |                    | 30                 | 9                  | 6                  | 15                 | 36                 | 57                 |

### Олімпійські ігри
| Рік   | Результат          | Матчі | В   | Н   | П   | МЗ  | МП  |
| ----- | ------------------ | ----- | --- | --- | --- | --- | --- |
| 1996  | Не кваліфікувались | –     | –   | –   | –   | –   | –   |
| 2000  | Не кваліфікувались | –     | –   | –   | –   | –   | –   |
| 2004  | Не кваліфікувались | –     | –   | –   | –   | –   | –   |
| 2008  | 8 місце            | 4     | 1   | 1   | 2   | 5   | 6   |
| 2012  | Третє місце        | 6     | 3   | 1   | 2   | 12  | 8   |
| 2016  | Третє місце        | 6     | 5   | 0   | 1   | 10  | 5   |
| 2020  | Чемпіон            | 6     | 2   | 4   | 0   | 6   | 4   |
| 2024  | TBD                | TBD   | TBD | TBD | TBD | TBD | TBD |
| Разом | 4/7                | 22    | 11  | 6   | 5   | 33  | 23  |

### Золотий кубок КОНКАКАФ
| Рік   | Результат       | Матчі | В  | Н | П  | МЗ  | МП |
| ----- | --------------- | ----- | -- | - | -- | --- | -- |
| 1991  | Фіналіст        | 5     | 4  | 0 | 1  | 23  | 5  |
| 1993  | 3-є місце       | 3     | 1  | 1 | 1  | 4   | 1  |
| 1994  | Фіналіст        | 4     | 3  | 0 | 1  | 18  | 6  |
| 1998  | Чемпіон         | 5     | 5  | 0 | 0  | 42  | 0  |
| 2000  | 4-е місце       | 5     | 2  | 0 | 3  | 20  | 12 |
| 2002  | Фіналіст        | 5     | 4  | 0 | 1  | 26  | 3  |
| 2006  | Фіналіст        | 2     | 1  | 0 | 1  | 5   | 2  |
| 2010  | Чемпіон         | 5     | 5  | 0 | 0  | 17  | 0  |
| 2014  | Не брали участі |       |    |   |    |     |    |
| 2018  | Фіналіст        | 5     | 4  | 0 | 1  | 24  | 3  |
| 2022  | Фіналіст        | 5     | 4  | 0 | 1  | 12  | 1  |
| Разом | 10/11           | 44    | 33 | 1 | 10 | 191 | 33 |